# گروه غیررسمی (آرایه‌شناسی)
یک گروه غیررسمی (به انگلیسی: Informal group)، در آرایه‌شناسی یک رتبه آرایه‌شناسی است که به خوبی تعریف نشده‌است.
این نوع گروه می‌تواند پیراتباری یا چندتباری باشد، اما برای آسانی، در انتظار سیستم‌های رده‌بندی جدید نگهداری می‌شود.

## در جانورشناسی
نمونه‌هایی را می‌توان در رده‌بندی شکم‌پایان یافت: پشت‌آبششان، درآشامان، بلندشکم‌پایان و Ptenoglossa گروه‌های غیررسمی در نزدیکی سطح راسته هستند.
در آرایه‌شناسی انسان، رتبه رده‌بندی غیررسمی نژاد به‌طور متفاوتی معادل یا تابع رتبه زیرگونهها در نظر گرفته می‌شود.

## در گیاه‌شناسی
هم‌پیمان (Alliance) همچنین گروهی غیررسمی از گونه‌ها، سرده‌ها یا تبارهایی است که نویسندگان می‌خواهند به آن‌ها ارجاع دهند، که در برخی زمان‌ها موقتی مرتبط با هم در نظر گرفته شده‌اند.